# 方存好
方存好（1976年3月—），男，汉族，安徽寿县人，中华人民共和国政治人物。浙江大学计算机专业、软件专业硕士研究生；清华大学计算机科学与技术专业毕业，博士研究生学历，工学博士，副教授。曾任中共成都市委常委，宜宾市市长，现任中共宜宾市委书记。